# Juan Manuel Grau y Berrío
Juan Manuel Grau Berrío (Cartagena de Indias, 15 de agosto de 1799-Valparaíso, 30 de noviembre de 1865) fue un militar colombiano, que luchó durante la guerra de la Independencia. Se afincó en el Perú y se naturalizó peruano. Fue padre del almirante Miguel Grau Seminario.

## Biografía
Fue hijo de Francisco Grau y Girona, natural de Sitges, España, y Mariana Josefa Casiana Berrio y Pérez, de Cartagena de Indias, hija, a su vez, de un fiscal de la Real Audiencia de Santafé de Bogotá. 
En 1822 llegó al Perú formando parte del ejército auxiliar de Colombia, que fue la primera avanzada de la corriente libertadora del Norte en el Perú, comandada por Bolívar. En 1823 tomó parte en la Segunda Campaña de Intermedios. En 1824 luchó en las batallas que sellaron la independencia de América: Junín y Ayacucho. Llegó hasta el rango de teniente coronel. Años más tarde, la prefectura de Arequipa lo gratificó con dos mil pesos, reconociendo así sus servicios.
Se enroló luego en el ejército del Perú e intervino en la campaña de Guayaquil, durante la guerra grancolombo-peruana de 1828-1829, en la que combatió, se podría decir, contra su país natal. Terminado este conflicto, se afincó en Piura, ciudad del norte peruano, donde se casó con Antonia Otero. El comienzo de su vida conyugal lo llevó a abandonar el servicio militar y a dedicarse al comercio. Tuvo también una relación con María Luisa Seminario y del Castillo, dama piurana de familia acomodada, que estaba casada con el también teniente coronel colombiano Pío Díaz (que por entonces se hallaba en su país de origen). De esta unión extramarital entre Juan Manuel Grau y María Luisa Seminario nacieron Enrique Federico (1831), María Dolores Ruperta (1833), Miguel María (1834) y Ana Joaquina Jerónima del Rosario (1835). 
Cuando en 1841 estalló la guerra entre Perú y Bolivia y se produjo la derrota peruana en Ingavi, Juan Manuel juzgó que debía retornar al ejército para defender a su segunda patria. Escribió a Lima a su viejo jefe y amigo, el general Antonio Gutiérrez de la Fuente, que era general en jefe del Ejército del Norte, pidiéndole una colocación en filas. La respuesta fue favorable. El general Gutiérrez de la Fuente, en carta del 6 de enero de 1842, expresó al teniente coronel Grau que aceptaba sus servicios "con entusiasmo" y lo llamó a la capital.
En julio de 1842, se incorporó a la Secretaría del general Gutiérrez de la Fuente, quien lo destinó a Ayacucho. En junio se celebró la paz con Bolivia, pero en el Perú se desató la guerra civil y la anarquía. 
En noviembre de 1842, el general Francisco de Vidal, uno de los gobernantes efímeros de la anarquía, nombró a Juan Manuel vista de aduana en Paita, puerto en la costa de Piura. Fue en esa época cuando dio permiso a su hijo Miguel, entonces todavía un niño, para que se iniciara en la marina mercante.
Superada la etapa de guerra y anarquía, retomó sus actividades comerciales. En 1853,  consiguió que, en atención a sus méritos militares y leales servicios prestados al Perú, el Congreso de la República del Perú, le asignara a su favor una pensión de gracia, de por vida, de cuarenta pesos mensuales. Aprobada en la Cámara de Diputados el otorgamiento de dicha pensión, la Comisión Militar del Senado lo aprobó, igualmente, con un honroso dictamen, en que se calificó a Juan Manuel Grau como "viejo soldado de la independencia americana".
En julio de 1865, fue comisionado por el presidente Juan Antonio Pezet para que viajara a Valparaíso, con un encargo especial para su hijo Miguel Grau, entonces comandante de la corbeta Unión. Pezet quería que el ya destacado marino permaneciese leal a su gobierno, amenazado entonces por revolución nacionalista del coronel Mariano Ignacio Prado, y pensó que su padre podría convencerlo en tal sentido. Grau, que ya se había decidido por la causa revolucionaria, se negó con respeto al pedido de su padre, aduciendo que debía seguir sus propias convicciones. El ya anciano Juan Manuel, que se encontraba enfermo, falleció pocos meses después, estando todavía en Valparaíso. 
En 1874, sus restos fueron repatriados por su hijo Miguel, trasladándolos al Cementerio Presbítero Matías Maestro de Lima donde descansan hasta la actualidad.